# Roseville, Illinois
Roseville je vas, ki leži v Okrožju Warren v ameriški zvezni državi Illinois.
Po popisu prebivalstva iz leta 2000 v naselju živi 1.083 ljudi na 2,1 km².